# 첸난 부이족 먀오족 자치주
첸난 부이족 먀오족 자치주(검남부이족묘족자치주, 중국어: 黔南布依族苗族自治州, 병음: Qiánnán Bùyīzú Miáozú Zìzhìzhōu, 부이어: Qianfnanf Ziqziqzouy)는 중화인민공화국 구이저우성 남부에 위치하는 부이족, 먀오족 등의 소수민족 자치주이다.

## 지리
구이저우 성 남쪽에 위치하며 북쪽으로 구이양 시, 동쪽으로 첸둥난 먀오족 둥족 자치주, 서쪽으로 안순 시, 첸시난 부이족 먀오족 자치주, 남쪽으로 광시 좡족 자치구와 접한다.

## 행정 구역

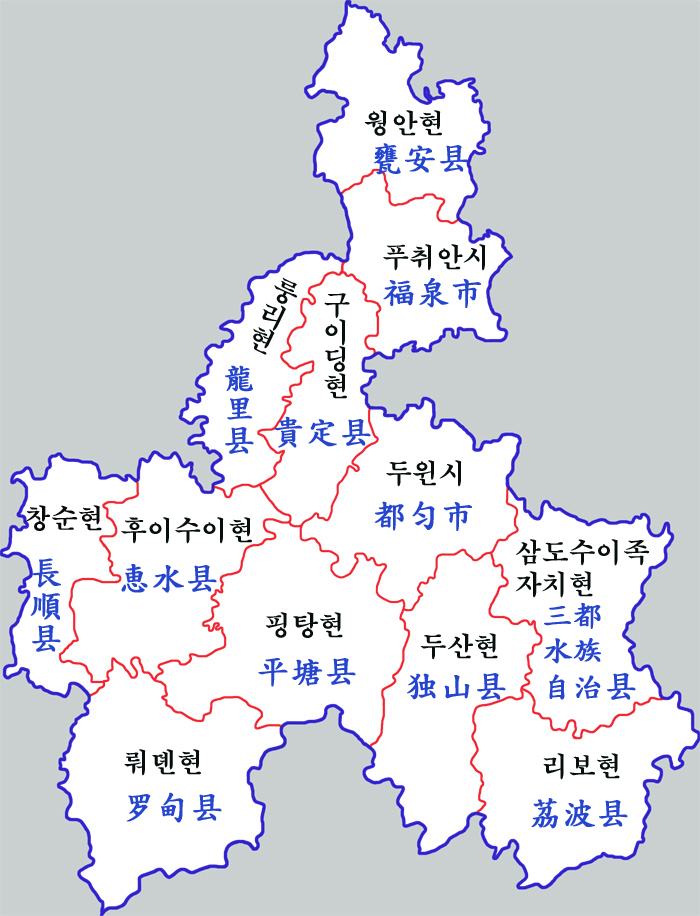
천난 부이족 마오족 자치주 현급구역

2개의 현급시, 9개의 현, 1개의 자치현을 관할한다.
현급시
- 두윈 시(都匀市)
- 푸취안 시(福泉市)

현
- 뤄뎬 현(罗甸县)
- 룽리 현(龙里县)
- 후이수이 현(惠水县)
- 리보 현(茘波县)
- 구이딩 현(贵定县)
- 웡안 현(瓮安县)
- 두산 현(独山县)
- 핑탕 현(平塘县)
- 창순 현(长顺县)

자치현
- 싼두 수이족 자치현(三都水族自治县)

## 민족
2000년 조사를 기준으로 다음과 같다.
| 민족     | 인구      | 구성비 |
| -------- | --------- | ------ |
| 한족     | 1,548,120 | 43.37% |
| 부이족   | 1,158,710 | 32,46% |
| 먀오족   | 477,347   | 13.37% |
| 수이족   | 286,862   | 8.04%  |
| 마오난족 | 30,958    | 0.87%  |
| 좡족     | 13,226    | 0.37%  |
| 둥족     | 11,337    | 0.32%  |
| 야오족   | 11,149    | 0.31%  |
| 쉐족     | 7,130     | 0.2%   |
| 이족     | 6,927     | 0.19%  |
| 투자족   | 4,753     | 0.13%  |
| 거라오족 | 3,001     | 0.08%  |
| 무라오족 | 2,223     | 0.06%  |
| 후이족   | 2,116     | 0.06%  |
| 기타     | 5,988     | 0.17%  |